# Kíváncsi Fáncsi
A Kíváncsi Fáncsi magyar televíziós rajzfilmsorozat, amely Tordon Ákos Miklós meséje alapján készült, a Pannónia Filmstúdió készített 1984 és 1989 között.

## Képes mesekönyvek
- Kíváncsi Fáncsi hőben és hóban (1986)
  - Jeges kaland (3)
  - Füles kaland (1)
- Kíváncsi Fáncsi bajban a jajban (1987)
  - Szarvas kaland (4)
  - Mézes kaland (5)
- Kíváncsi Fáncsi Krokóniában (1990)
  - Krokodil kaland (6)
  - Flamingó kaland (2)

## Alkotók
- Tordon Ákos Miklós meséje nyomán írta és rendezte: Richly Zsolt
- Dramaturg: Bartók István, Szellő Rózsa
- Zenéjét szerezte: Pethő Zsolt
- Operatőr: Bacsó Zoltán
- Hangmérnök: Nyerges András Imre, Zsebényi Béla
- Vágó: Hap Magda
- Képterv: Gaál Imre, Kovács István
- Háttér: N. Csathó Gizella, Gaál Imre, Gaál-Varga Judit, Lettner Györgyi, Otepka Tímea
- Mozdulattervezők: Bánki Katalin, Dékány Ferenc, Füzesi Zsuzsa, Kiss Iván, Martsa Piroska, Szalay Edit, Zsilli Mária
- Rajzolták: Botlik Anna, Buza Magdi, Csóka Melinda, Czompó Márta, Demcsák Júlia, Durucz Nikolett, Eötvös Zsuzsa, Frei Erika, Gyökössy Kati, Károlyi Borbála, Kiss Katalin, Kovács Csaba, Kriskó Katalin, László Magdi, Móré Katalin, Nagy Krisztina, Révész Gabriella, Riha Erika, Sikur Mihály, Sostarics Yvette, Szabó Géza, Szécsi Hedvig, Szili Mariann, Szórády Gizella, Szörényi Éva, Vadász Annamária, Wágner Judit, Zákányi Edit
- Festették: Balla Gábor, Barsi Gizella, Bíró Erna, Buza Magdi, Demcsák Júlia, Gonda Gizella, Győrösi Gabriella, Kovács Edit, Körmöci Gabriella, Körmöci Judit, Kövér Edina, Magda Ildikó, Máté Mária, Nagy Erika, Petényi Katalin, Siba Andrea, Somorjai Nóra, Szörényi Éva
- Rendezőasszisztens: Kő Edit
- Színes technika: Szabó László, Ujhegyi Gyula
- Felvételvezető: Nemes Beatrix
- Gyártásvezető: Marsovszky Emőke

- A laboratóriumi munkák a Magyar Filmlaboratórium Vállalatnál készültek
- Készítette a Magyar Televízió megbízásából a Pannónia Filmstúdió

## Szereplők
- Kíváncsi Fáncsi: Halász Judit
- Ormányosné Amália: Csala Zsuzsa
- Bú Mara: Bakó Márta
- Posta holló: Perlaki István
- Jegesmedve: Raksányi Gellért
- Ráfráf: Schubert Éva
- Kíváncsi Fáncsi nagymamája: Fónay Márta
- Füles: Miklósy György
- Mókus: Maros Gábor
- Flamingó Mingo: Simorjay Emese
- Gorillák: Harsányi Gábor, Varga T. József
- Szarvasbogár / Pápaszemes kígyó: Pathó István
- Szarvas Szilvia: Venczel Vera
- Krokro / Mackó Mucko: Usztics Mátyás
- Mosómedvék: Pusztaszeri Kornél, Tarján Péter
- Nyúl / Guru: Straub Dezső
- Kenguru mama: Magda Gabi
- Hupa őrmester: Sinkó László
- Hepe tizedes: Székhelyi József
- Fóka Félix: Vajda László
- Víziló papa: Csurka László
- Víziló mama: Győri Ilona
- Strucc Csecse / Strucc portásnő: Pálos Zsuzsa
- Kakadu: Szabó Ottó
- Ormányos Orbán: Kránitz Lajos

## Epizódok
| Évad | Évad | Részek száma | Részek száma | Eredeti sugárzás     | Eredeti sugárzás  | Magyar adó       |
| Évad | Évad | Részek száma | Részek száma | Évadbemutató         | Évadzáró          | Magyar adó       |
| ---- | ---- | ------------ | ------------ | -------------------- | ----------------- | ---------------- |
|      | 1.   | 6            | 6            | 1986. szeptember 20. | 1986. október 25. | Magyar Televízió |
|      | 2.   | 7            | 7            | 1990. március 17.    | 1990. április 28. | Magyar Televízió |

### 1. évad (1986)
| Sor. | Év. | Cím            | Rendező      | Író                              | Premier              |
| ---- | --- | -------------- | ------------ | -------------------------------- | -------------------- |
| 1.   | 1.  | Füleskaland    | Richly Zsolt | Richly Zsolt, Tordon Ákos Miklós | 1986. szeptember 20. |
| 2.   | 2.  | Flamingókaland | Richly Zsolt | Richly Zsolt, Tordon Ákos Miklós | 1986. október 25.    |
| 3.   | 3.  | Jegeskaland    | Richly Zsolt | Richly Zsolt, Tordon Ákos Miklós | 1986. október 4.     |
| 4.   | 4.  | Szarvaskaland  | Richly Zsolt | Richly Zsolt, Tordon Ákos Miklós | 1986. október 11.    |
| 5.   | 5.  | Mézeskaland    | Richly Zsolt | Richly Zsolt, Tordon Ákos Miklós | 1986. október 18.    |
| 6.   | 6.  | Krokodilkaland | Richly Zsolt | Richly Zsolt, Tordon Ákos Miklós | 1986. szeptember 27. |

### 2. évad (1990)
| Sor. | Év. | Cím           | Rendező      | Író                              | Premier           |
| ---- | --- | ------------- | ------------ | -------------------------------- | ----------------- |
| 7.   | 1.  | Mosókaland    | Richly Zsolt | Richly Zsolt, Tordon Ákos Miklós | 1990. március 17. |
| 8.   | 2.  | Mackókaland   | Richly Zsolt | Richly Zsolt, Tordon Ákos Miklós | 1990. március 24. |
| 9.   | 3.  | Kengurukaland | Richly Zsolt | Richly Zsolt, Tordon Ákos Miklós | 1990. március 31. |
| 10.  | 4.  | Fókakaland    | Richly Zsolt | Richly Zsolt, Tordon Ákos Miklós | 1990. április 7.  |
| 11.  | 5.  | Jónáskaland   | Richly Zsolt | Richly Zsolt, Tordon Ákos Miklós | 1990. április 15. |
| 12.  | 6.  | Strucckaland  | Richly Zsolt | Richly Zsolt, Tordon Ákos Miklós | 1990. április 21. |
| 13.  | 7.  | Elefántkaland | Richly Zsolt | Richly Zsolt, Tordon Ákos Miklós | 1990. április 28. |